# گمینا پینگچوف
گمینا پینگچوو (به لهستانی:  Gmina Pińczów) یک گمینا در لهستان است که در شهرستان پینگچوف واقع شده‌است. گمینا پینگچوو ۲۱۲٫۷۵ کیلومتر مربع مساحت و ۲۲٬۱۴۷ نفر جمعیت دارد.